# Liste der Wahlbezirke in Görz und Gradisca
Diese Liste der Wahlbezirke in Görz und Gradisca listet alle Wahlbezirke im Kronland Görz und Gradisca für die Wahlen des Österreichischen Abgeordnetenhauses auf. Die Wahlbezirke bestanden zwischen 1907 und 1918.

## Geschichte
Nachdem der Reichsrat im Herbst 1906 das allgemeine, gleiche, geheime und direkte Männerwahlrecht beschlossen hatte, wurde mit 26. Jänner 1907 die große Wahlrechtsreform durch Sanktionierung von Kaiser Franz Joseph I. gültig. Mit der neuen Reichsratswahlordnung schuf man insgesamt 516 Wahlbezirke mit in der Regel je einem zu wählenden Abgeordneten, der durch Direktwahl gegebenenfalls mit Stichwahl bestimmt wurde. In Görz und Gradisca hatten vor der Abschaffung des Klassenwahlrechts fünf Wahlkreise bestanden, wobei die Landgemeinden zwei Abgeordnete, die Städte gemeinsam mit der Handels- und Gewerbekammern sowie die Großgrundbesitzer bzw. die Allgemeine Wählerklasse je einen Abgeordneten entsandten.
Mit der Einführung des allgemeinen Männerwahlrechts wurden in Görz und Gradisca sechs Wahlbezirke geschaffen. Mit Ausnahme des Stadtwahlkreises für Görz gab es nur Landgemeindewahlkreise, die sich aus einer gewissen Anzahl von Gerichtsbezirken zusammensetzten, wobei lediglich die Gemeinde Lucinico auf Grund seiner italienischen Mehrheitsbevölkerung einem italienischen Wahlkreis zugeschlagen wurde.
Die Bevölkerung von Görz und Gradisca setzte sich 1910 aus rund 59 % Slowenischsprachigen und 35 % Italienischsprachigen zusammen. Diese Sprachverteilung wurde auch in der Einteilung der Wahlbezirke berücksichtigt. So bildete das mehrheitlich von Italienern besiedelte Görz ebenso wie das überwiegend von Slowenen besiedelte Umland von Görz einen eigenen Wahlkreis. Auch die übrigen Gerichtsbezirke wurden anhand der Sprachmehrheiten zu Wahlbezirken vereinigt. Auf Grund der Wahlbezirkeeinteilung entstanden je drei slowenische bzw. italienische Wahlbezirke, die von den Liberalen und Volksparteien der beiden Volksgruppen dominiert wurden.

## Wahlbezirke
| Nr.:           | Nummer des Wahlkreises mit Link zum Wahlbezirksartikel |
| Wahlbezirktyp: | Angabe, ob es sich um einen Städtewahlkreis oder Landgemeindenwahlkreis handelt |
| Region:        | Städte oder Gerichtsbezirke, die zum Wahlbezirk gehören. Die Landgemeindewahlkreise umfassen die angegebenen Gerichtsbezirke mit bzw. ohne die zuvor genannte Gemeinden.                                               |
| WB:            | Anzahl der Wahlberechtigten bei der Reichsratswahl 1911 |
| Partei 1907:   | Parteizugehörigkeit des Abgeordneten des Wahlbezirks bezogen auf die Reichsratswahl 1907, ILP=Italienische Liberale Partei, IVP=Italienische Volkspartei, SLP=Slowenische Liberale Partei, SVP=Slowenische Volkspartei |
| Partei 1911:   | Parteizugehörigkeit des Abgeordneten des Wahlbezirks bezogen auf die Reichsratswahl 1911 |

| Nr. | Wahlbezirktyp          | Region                                                        | WB     | Partei 1907 | Partei 1911 |
| --- | ---------------------- | ------------------------------------------------------------- | ------ | ----------- | ----------- |
| 1   | Landgemeindenwahlkreis | Görz                                                          | 05.297 | ILP         | ILP         |
| 2   | Landgemeindenwahlkreis | Gerichtsbezirk Görz ohne die Gemeinden Görz und Lucinico      | 09.792 | SVP         | SVP         |
| 3   | Landgemeindenwahlkreis | Gerichtsbezirke Haidenschaft, Komein, Sesana                  | 10.602 | SLP         | SLP         |
| 4   | Landgemeindenwahlkreis | Gerichtsbezirke Cervignano, Monfalcone                        | 10.281 | IVP         | IVP         |
| 5   | Landgemeindenwahlkreis | Gerichtsbezirke Cormons, Gradisca sowie die Gemeinde Lucinico | 07.283 | IVP         | IVP         |
| 6   | Landgemeindenwahlkreis | Gerichtsbezirke Tolmein, Kirchheim, Canale, Karfreit, Flitsch | 12.816 | SVP         | SVP         |